# داریوش زرگری
داریوش زرگری (۱۳۳۷ همدان - ۲۱ شهریور ۱۳۸۱ تهران) نوازنده تنبک اهل ایران بود.

## زندگی‌نامه و فعالیت‌هنری
داریوش زرگری شیوه تنبک نوازی را نزد استاد ناصر فرهنگ‌فر آموخت، وی همچنین از آموزش‌های اساتید محمدرضا لطفی و حسین علیزاده بهره برد.

## درگذشت
داریوش زرگری در حالی که برای ضبط یک برنامه موسیقی به نروژ سفر کرده بود، به دلیل عارضه مغزی به حال اغما فرورفت و در بیمارستان برگن نروژ بستری شد.
او پس از انتقال به ایران، در تاریخ ۲۱ شهریور ۱۳۸۱ در بیمارستان ایرانمهر تهران درگذشت.

## آثار
- آلبوم پایکوبی (نوازنده تنبک، داریوش زرگری- نوازنده تار حسین علیزاده
- ساز تنها (تکنوازی تنبک)
- همنوایی (حسین علیزاده، ارشد طهماسبی، داریوش زرگری)
- دلشدگان (حسین علیزاده)
- یاد یار مهربان (فرهاد فخرالدینی، حسین علیزاده)
- صبحگاهی (حسین علیزاده)
- آوای مهر (حسین علیزاده)
- موسیقی فیلم گبه (حسین علیزاده)
- راز نو (حسین علیزاده)
- پنجه دشتی (ارشد تهماسبی)
- دلدار (ارشد تهماسبی)
- آثار درویش خان (ارشد تهماسبی)
- عشق ماند (ارشد تهماسبی)

صد رنگ رنگ (ارشد تهماسبی)
- یادواره علی اصغر کردستانی (سعید فرجپوری)